# Närma mej
Närma mej är den svenska sångerskan Marie Bergmans andra studioalbum, utgivet på skivbolaget Metronome i mars 1977. Albumet utkom ursprungligen på LP. 1990 utgavs det på CD och 1992 på kassett.
Albumet producerades av Finn Sjöberg och Thommie Fransson och spelades in i Metronome Studio i Stockholm mellan mars 1976 och februari 1977. Flera etablerade musiker medverkade på albumet, däribland Rolf Alex, Peter Lundblad och Björn J:son Lindh. De flesta låtarna var skrivna av Bergman, men även två låtar av Ola Magnell fanns med ("När vällingklockan ringde" och den svenskspråkiga texten till "Ingen kommer undan politiken" ("Complainte pour Ste. Catherine")).
Textmässigt var skivan mer allvarlig än de låtar Bergman sjungit under tiden med schlagerbandet Family Four. Skivan mottog goda recensioner och nådde 12:e plats på Svenska albumlistan.
Albumet är en av titlarna i boken Tusen svenska klassiker (2009).

## Låtlista
Där inte annat anges är låtarna skrivna av Marie Bergman.
Sida A
1. "Gomorron" – 3:42
2. "Sången om den eviga lyckan (Johan)" – 3:38
3. "Det var inte längesen" – 3:40
4. "Mål eller miss" – 1:54 ("Hit or Miss", Odetta Holmes, svensk text: Bergman)
5. "Vänj mej varsamt" – 3:30 ("Roll Um Easy", Lowell George, svensk text: Bergman)
6. "Närma mej" – 3:31

Sida B
1. "När vällingklockan ringde – 3:01 (Ola Magnell)
2. "Maskros" – 2:28
3. "Ingen kommer undan politiken" – 2:56 ("Complainte Pour Sainte Catherine", Anna McGarrigle, Philippe Tatartcheff, svensk text: Magnell)
4. "Du är säker" – 2:28
5. "Dagar" – 5:03
6. "Lina" – 2:27

## Medverkande
- Rolf Alex – trummor
- Marie Bergman – sång, gitarr
- Rune Carlsson – trummor
- Backa Hans Eriksson – bas
- Thommie Fransson – producent
- Malando Gassama – congas
- Per-Erik Hallin – piano
- Björn J:son Lindh – piano
- Peter Lundblad – gitarr
- Mats Ronander – munspel
- Finn Sjöberg – gitarr, producent

## Listplaceringar
| Lista (1977–1978) | Topplacering |
| ----------------- | ------------ |
| Sverige           | 12           |

### Fotnoter
1. 1 2 3  ”Marie Bergman”. Svensk mediedatabas. http://smdb.kb.se/catalog/search?q=Marie+Bergman+N%C3%A4rma+mej+typ%3Afonogram&x=0&y=0. Läst 5 februari 2013.
2. ↑  ”Närma mej”. Discogs.com. http://www.discogs.com/Marie-Bergman-N%C3%A4rma-Mej/release/1602508. Läst 5 februari 2013.
3. 1 2  Gradvall et al 2009, nr. 494
4. 1 2  Placeringar på den svenska albumlistan